# Zamieszańcy

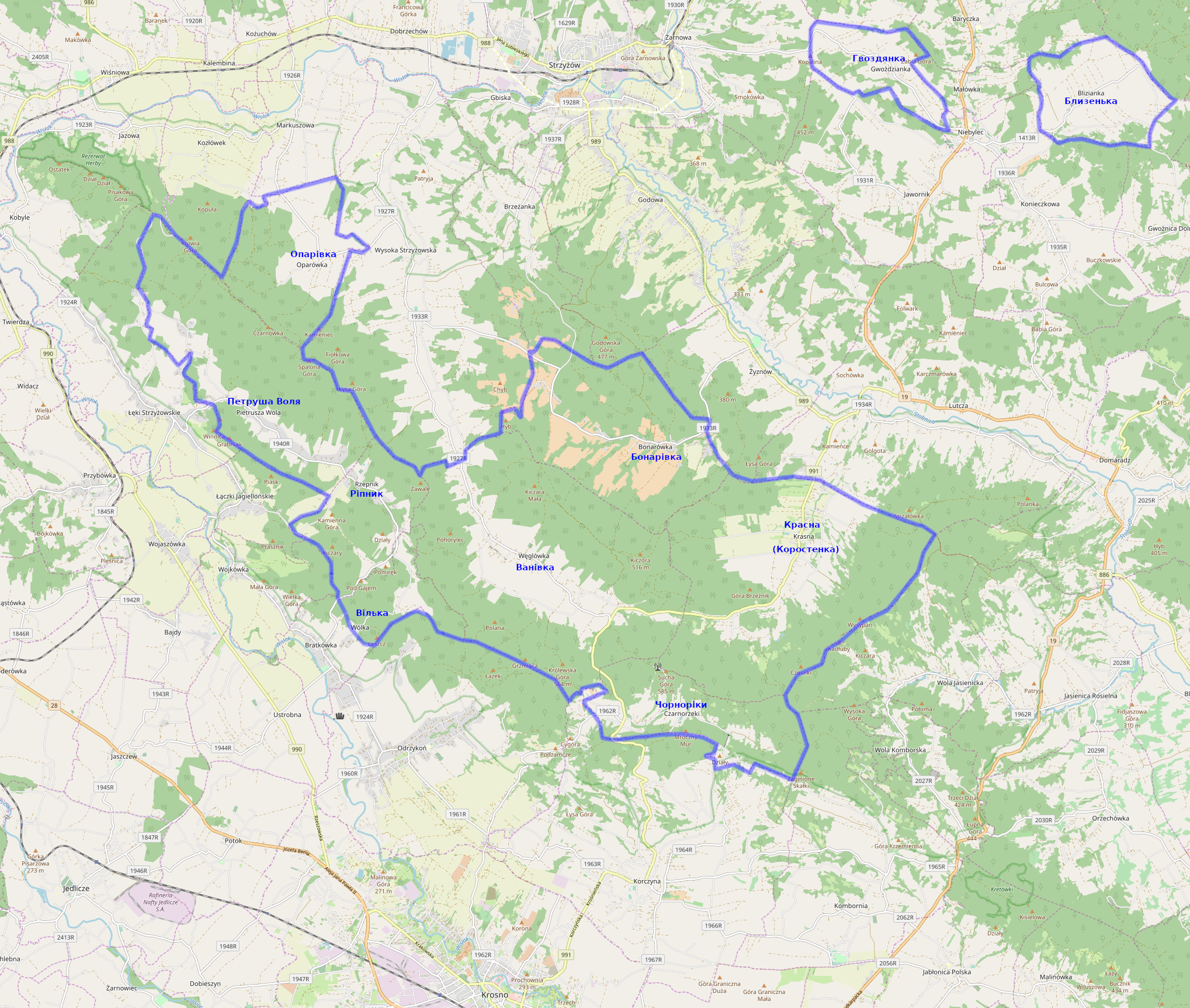
Das Gebiet der Zamieszańcy

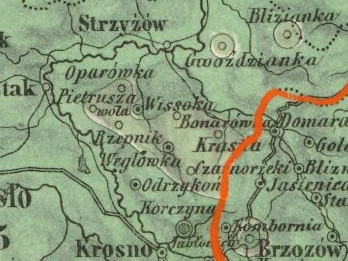
Die Sprachinsel auf der ethnographischen Karte der Österreichischen Monarchie von Karl von Czoernig-Czernhausen (1855)

Zamieszańcy (etwa Gemischte Leute, ukrainisch замішанці) heißen die Angehörigen der im Dynów-Gebirge nördlich von Krosno lebenden Gruppe der Ruthenen.
Diese Sprachinsel entstand im 15. und 16. Jahrhundert im unzugänglichsten Gebiet des Gebirges auf sehr schlechtem Grund. Die Ruthenen gründeten 10 Dörfer, davon waren 8 zusammengeschlossen: Czarnorzeki, Węglówka, Krasna, Oparówka, Rzepnik, Pietrusza Wola, Bonarówka, sowie Wólka Bratkowska, während Gwoździanka und Blizianka abseits lagen. Vor der polnischen Einnahme Rotrutheniens um 1344 lag dieses noch bewaldete Gebiet östlich vom Wisłok, der ungefähr die Grenze zwischen Polen und Ruthenien ausmachte, aber wurde später zum Kreis Pilzno der Woiwodschaft Sandomir zugeschlagen. Um 1600 gab es dort die vier einzigen orthodoxen Kirchen der Woiwodschaft (Bonarówka, Krosna, Oparówka, Węglówka). Nach der Union von Brest (1596) wurde das Gebiet griechisch-katholisch.
Im späten 18. Jahrhundert, als das Gebiet bei der Ersten Teilung Polens 1772 zum neuen Königreich Galizien und Lodomerien des habsburgischen Kaiserreichs (ab 1804) kam, hatten diese Orte insgesamt 4722 Einwohner, davon 4318 (91,5 %) Ruthenen, 316 (6,7 %) Polen und 88 (1,9 %) Juden. 1930 gab es 8890 Bewohner, davon 7595 (85 %) Ruthenen, 1230 (14 %) Polen und 65 (1 %) Juden. Die Polonisierung folgte hauptsächlich in den abgeschiedenen Dörfern Gwoździanka und Blizianka.
Ab dem 19. Jahrhundert wanderten viele Familien, sogar über 10 %, nach Nordamerika aus. Nach dem Zweiten Weltkrieg wurden über 90 % in die Sowjetunion umgesiedelt.